# Незаконный комбатант
Незаконный комбатант — лицо (человек), незаконно принимающее участие в боевых действиях или вооружённых конфликтах, в нарушение законов войны или международного гуманитарного права. 
Понятие «незаконный комбатант» относится как к гражданским лицам, так и военнослужащим (комбатант), не выполняющим требований к законным комбатантам.

## История
В соответствии с Женевской конвенцией, на задержанных незаконных комбатантов не распространяется понятие военнопленный, они подлежат уголовному преследованию по суду согласно внутреннему праву государства, задержавшего такое лицо.
Незаконным комбатантом может быть признано как лицо, которое присоединилось к боевым действиям, не входя формально в состав вооружённых сил или ополчения враждебного государства, так и являющееся военнослужащим, но действующее в гражданской одежде или в форме одежды  противника. В реальной боевой обстановке нередки случаи, когда незаконных комбатантов не берут в плен, расстреливая на месте без суда и следствия.
Ещё в 1894 году М. И. Догель отмечал, что первым и необходимым условием для признания лица законным комбатантом является его участие в военных действиях от имени и в интересах того государства, в ряды комбатантов которого оно вступает. 
Законный комбатант должен соответствовать следующим условиям:
- находиться под ответственным командованием;
- иметь отличительную эмблему, узнаваемую на расстоянии;
- открыто носить оружие;
- соблюдать во время боевых действий законы и обычаи войны.

В судебной практике термин «незаконный комбатант», впервые был использован в решении Верховного суд США по делу Ex parte Quirin 1942 года. Верховный суд США указал, что законные комбатанты подлежат захвату и задержанию в качестве военнопленных вооруженными силами противоборствующей стороны. Незаконные комбатанты также могут быть захвачены и задержаны, но они подлежат судебному преследованию за незаконное участие в вооруженном конфликте.
После терактов 11 сентября 2001 года термин «незаконный комбатант» стал широко использоваться в контексте объявленной США «войны с терроризмом». Указывалось, что члены Талибана и Аль-Каиды не относятся ни к законным комбатантам, ни к гражданскому населению, а, следовательно, защита, предусмотренная нормами международного гуманитарного права, на них не распространяется, и они имеют право на гуманное обращение только в рамках президентского обещания «о гуманном с ними обращении».  
Однако пункт 3 статьи 45 Дополнительного протокола к Женевским конвенциям от 12 августа 1949 года, касающегося защиты жертв международных вооруженных конфликтов от 8 июня 1977 года, предусматривает, что любое лицо, принимавшее участие в военных действиях, которое не имеет права на статус военнопленного и не пользуется более благоприятным обращением, имеет право во всех случаях на защиту, предусмотренную ст. 75 этого протокола, которая закрепляет обязательный минимум гарантий для тех категорий лиц, которые не обладают правом ни на общую, ни на специальную защиту (запрет убийства, пыток, унизительного обращения).